# Organisation internationale des chiens de sauvetage

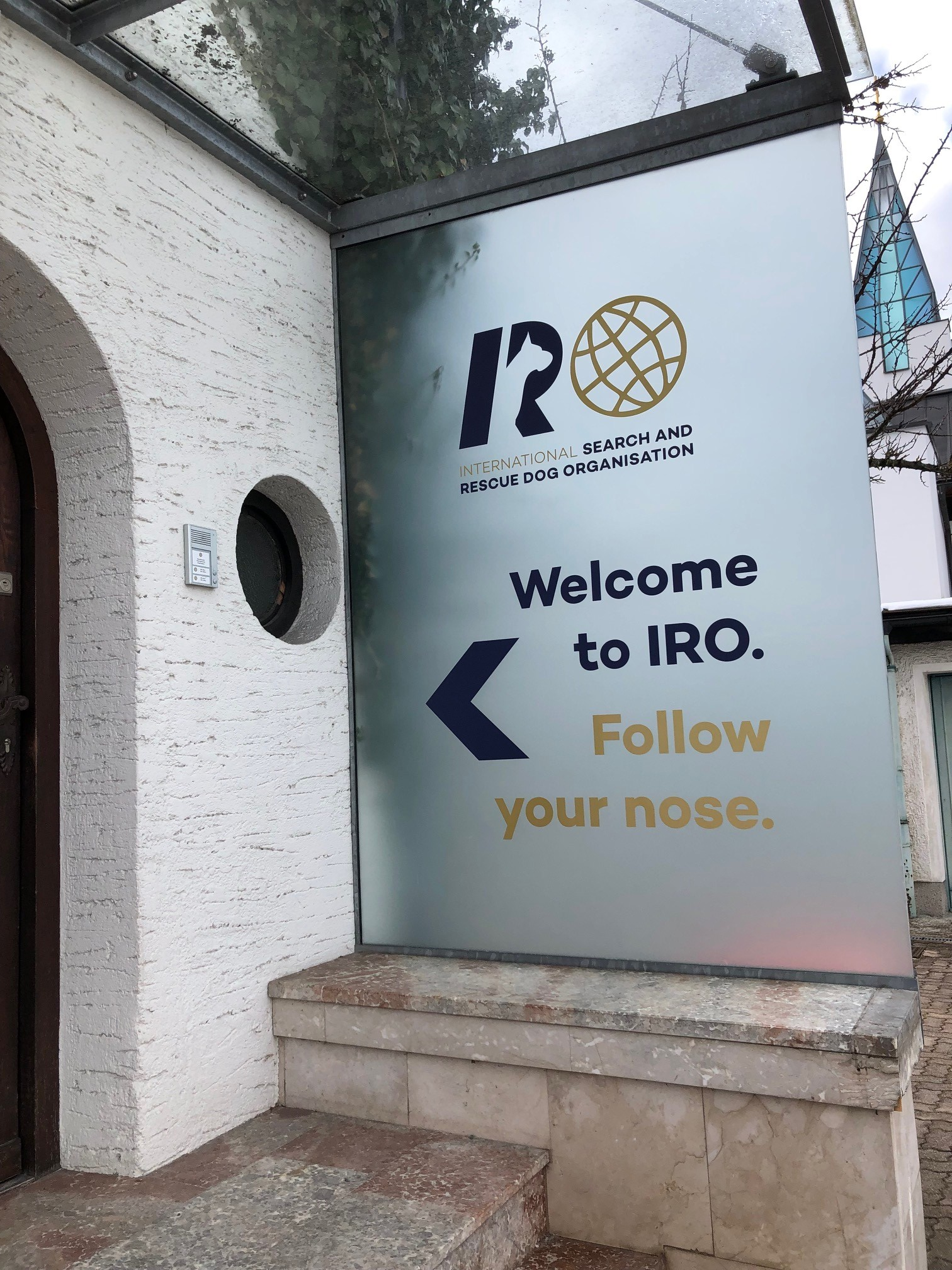
IRO Salzbourg

L'Organisation internationale des chiens de sauvetage (IRO), est basée à Salzbourg. Elle est présidée par le Dr Wolfgang Zörner.
Elle organise des concours internationaux conjointement avec la Fédération cynologique internationale.